# Kismet (film din 1955)
Kismet este un film muzical american din 1955 regizat de Vincente Minnelli. În rolurile principale joacă actorii Howard Keel, Ann Blyth și Dolores Gray.

## Distribuție
- Howard Keel ca The Poet
- Ann Blyth ca Marsinah
- Dolores Gray ca Lalume
- Vic Damone ca The Caliph
- Monty Woolley ca Omar
- Sebastian Cabot ca The Wazir
- Jay C. Flippen ca Jawan
- Mike Mazurki ca The Chief Policeman
- Jack Elam ca Hasan-Ben
- Ted de Corsia ca Police Sub-altern